# Walking the Dog
Singles de Rufus Thomas
The Dog
(1962) Can Your Monkey Do The Dog
(1964)
Pistes de Walkin The Dog
It's Aw'rite
(6) Ya Ya
(8)
Walking the Dog (parfois orthographié Walkin' the Dog) est une chanson de rhythm and blues écrite et interprétée par Rufus Thomas et sortie sur son album de 1963, Walking the Dog. Celle-ci est son plus grand succès. Elle ensuite reprise par différents artistes, dont les Rolling Stones.

## Historique
La version de Rufus Thomas commence par la citation des 14 premières notes de la Marche nuptiale du Songe d'une nuit d'été de Felix Mendelssohn. Cette version est connue pour Rufus sifflant et appelant son chien, pour aller marcher avec lui. Les paroles font référence à des comptines pour enfants, en particulier à Miss Mary Mack.
Walking the Dog fait partie d'une longue suite de morceaux aux titres « animaliers » entamée en 1953 avec Bear Cat (lui-même une réponse au Hound Dog de Big Mama Thornton), et poursuivie avec The Dog, Can Your Monkey Do the Dog, Somebody Stole My Dog, Chicken Scratch, Birds and Bees, Do the Funky Chicken, Do the Funky Penguin, The Funky Bird, Fried Chicken et Ride Your Pony. Chacun est prétexte à l'invention d'une nouvelle danse.
La chanson est enregistrée le 17 juin 1963 dans les studios de Stax Records à Memphis avec les musiciens de Booker T. and the MGs. Elle est d'abord éditée en single en septembre. Il existe deux versions de ce disque avec des faces B différentes : Fine And Mellow et You Said. Walking the Dog atteint la 10e place dans le palmarès Hot 100 du magazine Billboard en décembre 1963, restant classée dans le Top 100 pendant 14 semaines. Elle culmine en 5e position du Hot R&B Singles, mais Billboard ayant interrompu la diffusion de ce classement à partir du 30 novembre 1963, il n'est pas possible de dire si la chanson ne serait pas montée plus haut. Walking the Dog devient la chanson phare de Thomas. Elle est ensuite intégrée sur son second album, également intitulé Walking the Dog, qui paraît en décembre.
Pistes de The Rolling Stones
You Can Make It If You Try
(11)

## Autres versions
La chanson est enregistrée quelques mois plus tard par les Rolling Stones, en 1964. Elle figure sur leur premier album, ainsi que sur sa version américaine, England's Newest Hit Makers. Contrairement à la plupart des enregistrements des Stones, les harmonies vocales présentes sur le refrain sont réalisées uniquement par Brian Jones (la plupart des premières chansons des Stones comportent alors Jones et Bill Wyman aux chœurs, Keith Richards remplaçant les deux peu de temps après), ce qui en fait un enregistrement unique dans leur catalogue. La chanson sort en single en Belgique, couplée avec la reprise de Carol de Chuck Berry. Le disque se classe en 26e position du hit-parade belge.
Mais la seule version à succès au Royaume-Uni est celle du groupe de Merseybeat The Dennisons, dont l'enregistrement atteint le no 36 du UK singles chart en 1964.
De nombreux autres artistes enregistrent également la chanson,. Ces musiciens incluent Aerosmith, Johnny Rivers, John Cale, Georgie Fame and the Blue Flames, Roger Daltrey, Bruce Springsteen, Green Day, Hans Theessink, The Flamin' Groovies, The Kingsmen, The Sonics, Ace Cannon, Jackie Shane, The Trashmen, Dr.Feelgood et Ratt. Elle est jouée occasionnellement par le Grateful Dead en 1966, 1970 et au milieu des années 1980.
The Mar-Keys en ont fait une version instrumentale intitulée Philly Dog.

## Enregistrements notables
| Année | Artiste                            | Album                                                   |
| ----- | ---------------------------------- | ------------------------------------------------------- |
| 1963  | Rufus Thomas                       | Walking the Dog                                         |
| 1964  | The Rolling Stones                 | The Rolling Stones                                      |
| 1964  | The Dennisons                      | en single uniquement                                    |
| 1964  | The Excels                         | en single uniquement                                    |
| 1964  | Johnny Rivers                      | At the Whisky à Go Go                                   |
| 1965  | The Kingsmen                       | The Kingsmen Volume II                                  |
| 1965  | The Sonics                         | Here Are the Sonics                                     |
| 1965  | Georgie Fame ans the Blue Flames   | Move It On Over (EP)                                    |
| 1966  | Mitch Ryder and the Detroit Wheels | Breakout...!!!                                          |
| 1966  | The Everly Brothers                | Beat & Soul                                             |
| 1966  | Davy Graham                        | Midnight Man                                            |
| 1966  | The Mar-Keys                       | The Great Memphis Sound (sous le titre Philly Dog)      |
| 1967  | Ace Cannon                         | Memphis Golden Hits                                     |
| 1968  | Bill Black's Combo                 | Turn on Your Love Light (sous le titre Philly Dog)      |
| 1969  | Sandie Shaw                        | Reviewing the Situation                                 |
| 1969  | Ike Turner and his Kings of Thythm | A Black Man's Soul (sous le titre Philly Dog)           |
| 1971  | The Flamin' Groovies               | Teenage Head                                            |
| 1973  | Aerosmith                          | Aerosmith                                               |
| 1973  | The Troggs                         | The Troggs Tapes                                        |
| 1975  | Rick Derringer                     | Spring Fever                                            |
| 1975  | Roger Daltrey                      | Ride a Rock Horse                                       |
| 1975  | Spirit                             | Spirit of '76                                           |
| 1976  | Dr. Feelgood                       | Stupidity                                               |
| 1976  | Michel Pagliaro                    | Faire Le Trottoir (adaptation en français) sur Pagliaro |
| 1979  | John Cale                          | Sabotage / Live                                         |
| 1983  | Ratt                               | Ratt (EP)                                               |
| 1987  | The Lords of the New Church        | Dance With Me (single)                                  |
| 1991  | Dave Stewart & Barbara Gaskin      | Spin                                                    |
| 1991  | Steve Marriott                     | Dingwalls 6.7.84                                        |
| 1991  | Charles et les Lulus               | Charles et les Lulus                                    |
| 1993  | Green Day                          | Demos tape for Dookie                                   |
| 1997  | Hans Theessink                     | Journey on                                              |
| 1998  | J.B. Hutto and the Houserockers    | Live 1977                                               |
| 1998  | The Trashmen                       | Bird Call!: The Twin City Stomp of the Trashmen         |
| 2005  | Grateful Dead                      | Rare Cuts and Oddities 1966                             |

## Autres médias
On peut entendre la version de Rufus Thomas dans les séries télévisées Sept à la maison (saison 7, épisode 16 en 2003) et True Blood (S1E9, 2008), ainsi que dans le jeu vidéo Mafia III (2016). La chanson est interprétée par Luther Waters dans la série Fame (S4E5, 1984) et la version de Hans Theessink est utilisée dans Deadwood (S3E3, 2006).